# NGC 3494
NGC 3494 – ciało niebieskie w gwiazdozbiorze Lwa zaobserwowane w 1882 roku przez Wilhelma Templa, prawdopodobnie gwiazda podwójna położona ok. 8-9 minut kątowych na północ od galaktyki NGC 3495. W pozycji podanej przez Templa nic nie ma, a gwiazda ta znajduje się ok. 3' na północ od tej pozycji i wydaje się prawdopodobnym kandydatem na obiekt NGC 3494. Niektóre katalogi i bazy obiektów astronomicznych, np. SIMBAD, pomijają ten obiekt bądź uznają go za nieistniejący.